# Parnasso
A Parnasso Helsinkiben megjelenő finn irodalmi folyóirat, melyet 1951-ben alapítottak. Kiadója az 1934-ben alapított Otavamedia Oy (2010-ig Yhtyneet Kuvalehdet Oy) cég. 
Alapítása után a Parnasso hamarosan a háború utáni modernista fiatal írónemzedék fóruma lett, amely szakítani akart a régi irodalmi sémákkal. A lap az 1960-as években került át az Yhtyneitten Kuvalehti (ma Otavamedia) kiadóhoz. Kai Laitisen hétéves főszerkesztői időszaka 1958-tól, amikor a magazin film-, televízió- és színikritikával bővült, „aranykor”-nak számít. Tuomas Anhava hosszú főszerkesztősége is jelentős volt, mert a Parnasso konzervatív elvei akkor honosodtak meg. Az 1990-es években a folyóirat csak évente négyszer jelent meg.
2003-ban a magazint átalakították, ekkor évente hétszer, 4145 példányban jelent meg. – Egyedüli állandó fizetett alkalmazott vagyok – írta egy évvel később a főszerkesztő, Juhana Rossi. – Sokféle eredeti művet: verset, elbeszélést, esszét, valamint irodalmi publicisztikát és rengeteg recenziót jelentetünk meg. Áttekintjük a finn és a fordított szépirodalmat és non-fiktiont egyaránt.[1]
2011-ben a hatvanéves folyóirat történetét összefoglaló könyv jelent meg Helsinkiben, Matti Suurpää finn író és kiadó munkája. 2014 őszén a Parnasso csatlakozott a Suomen Kuvalehti lapcsaládhoz, és az ottani hetilap főszerkesztője a Parnassónak is főszerkesztője, Karo Hämäläinen pedig lapmenedzsere lett. 2014-től a magazin online változata részben fizetőssé vált.

## Korábbi főszerkesztői
- Kaarlo Marjanen (1951–1954)
- Lauri Viljanen (1954–1956)
- Aatos Ojala (1957–1958)
- Kai Laitinen (1958–1966)
- Tuomas Anhava (1966–1979)
- Juhani Salokannel (1980–1986)
- Jarkko Laine (1987–2002)
- Juhana Rossi (2003–2005)
- Jarmo Papinniemi (2005–2012)
- Tarja Hurme (2012–2014)
- Ville Pernaa (2014–2019)
- Jarmo Raivio (2020)
- Matti Kalliokoski (2020–)

## Fordítás
- Ez a szócikk részben vagy egészben  a   Parnasso című finn Wikipédia-szócikk ezen változatának fordításán alapul.  Az eredeti cikk szerkesztőit annak laptörténete sorolja fel. Ez a jelzés csupán a megfogalmazás eredetét és a szerzői jogokat jelzi, nem szolgál a cikkben szereplő információk forrásmegjelöléseként.
- Ez a szócikk részben vagy egészben  a   Parnasso 1951–2011 című finn Wikipédia-szócikk ezen változatának fordításán alapul.  Az eredeti cikk szerkesztőit annak laptörténete sorolja fel. Ez a jelzés csupán a megfogalmazás eredetét és a szerzői jogokat jelzi, nem szolgál a cikkben szereplő információk forrásmegjelöléseként.